# حسین شهرستانی (سبزوار)
حسین شهرستانی (۱۳۱۲ – ۲۴ خرداد ۱۳۸۹) عالم شیعهٔ امامیه، مفسر قرآن و عارف ایرانی بود.

## تحصیل
شهرستانی در سال۱۳۱۲ در سبزوار متولد شد و از نوجوانی تحصیلات حوزوی را در این شهر آغاز کرد. حسین شهرستانی پس از تحصیل در مشهد راهی قم شد. در قم، پای درس سید روح‌الله خمینی و سید محمدحسین طباطبایی و سید ابوالقاسم خزعلی و سید حسین طباطبایی بروجردی نشست. پس از درگذشت حسین بروجردی و تحولات سیاسی در ایران، از طرفداران انقلاب اسلامی شد. او در واقعهٔ پانزده خرداد ۱۳۴۲ و سخنرانی خمینی در خصوص کاپیتولاسیون، که منجر به بازداشت و تبعید خمینی شد، حضور داشت. بعد از تبعید خمینی، شهرستانی به سبزوار رفت.

## عرفان و اخلاق
شهرستانی در اخلاق و عرفان از شاگردان سیدحسن طباطبایی و روح‌الله خمینی بود و پس از بازگشت به سبزوار، کلاس‌های اخلاق او جوانان را جذب کرد. همچنین او در دهه ۷۰ در دانشگاه آزاد اسلامی به تدریس پرداخت.

## سیاست
حسین شهرستانی از سال ۱۳۴۲ به دنبال درگیری‌ها و فعالیت‌های سیاسی و ملتهب قم، به‌ویژه پس از واقعه تظاهرات ۱۵ خرداد در قم، در صحنه اعتراضات قرار می‌گیرد. او به استناد کتاب انقلاب اسلامی در سبزوار می‌گوید: «وقتی حاج اقا روح الله در خانه‌اش در خصوص کاپیتولاسیون صحبت می‌کرد و گفت: علمای اسلام به داد اسلام برسید. من بی اختیار اشک می‌ریختم و همه گریه می‌کردند». بعد از تبعید خمینی، به سبزوار برگشت و فعالیت‌های تبلیغی برای انقلاب اسلامی ایران داشت. او از جمله افراد اثر گذار در انقلاب سبزوار است و از جمله کسانی است که پس از انتشار مقاله ایران و استعمار سرخ و سیاه توسط احمد رشیدی مطلق در روزنامه اطلاعات نامه اعتراضی را امضا کرد و پس از آن، برای فرار از دستگیری توسط رژیم، چند روزی در روستاهای اطراف به سر برد.

## فعالیت‌ها
حسین شهرستانی در مسجد آقا بیگ سبزوار، امام جماعت شهر شد گروه‌های انجمن ضد بهائیت و سازمان مجاهدین خلق و فدائیان اسلام و سایر گروه‌های سیاسی به واسطهٔ حضور او در مسجد آقا بیگ، حضور داشتند. همچنین در دوران جنگ ایران و عراق مسجد او نیرو به جنگ اعزام می‌کرد.
مستند «خط شکن»، روایت بخشی از زندگی اوست.

## درگذشت
وی به دلیل عارضه قلبی در ۲۴ خرداد ۱۳۸۹ درگذشت.